# 기술직 공무원을 만나다
"기술직 공무원을 만나다"(A Public Official In Technical Post)는 한국에서 제작된 정동락 감독의 2007년 드라마, 판타지, 스릴러 영화이다. 이경진 등이 주연으로 출연하였다.

## 출연

### 주연
- 이경진
- 민경진
- 김민우

## 기타
- 프로듀서: 박수영
- 조명: 유재규
- 조연출: 남시욱
- 녹음: 김상운
- 믹싱: 천승수
- 미술: 심이나